# Hercules (Unternehmen)

Hercules von 1980–1983

Hercules war ein griechisches Unternehmen auf der Insel Korfu.

## Unternehmensgeschichte
Das Unternehmen stellte landwirtschaftliche Maschinen her. Zwischen 1980 und 1983 entstanden auch Kraftfahrzeuge.

## Fahrzeuge
Das Unternehmen stellte leichte Nutzfahrzeuge her, die den damaligen griechischen Zulassungsvorschriften für landwirtschaftliche Nutzfahrzeugen entsprachen. Für den Antrieb sorgten Einbaumotoren von Mitsubishi Motors, Kubota und Ruggerini. Außerdem fanden Teile von Namco Motors Verwendung.